# Chironico

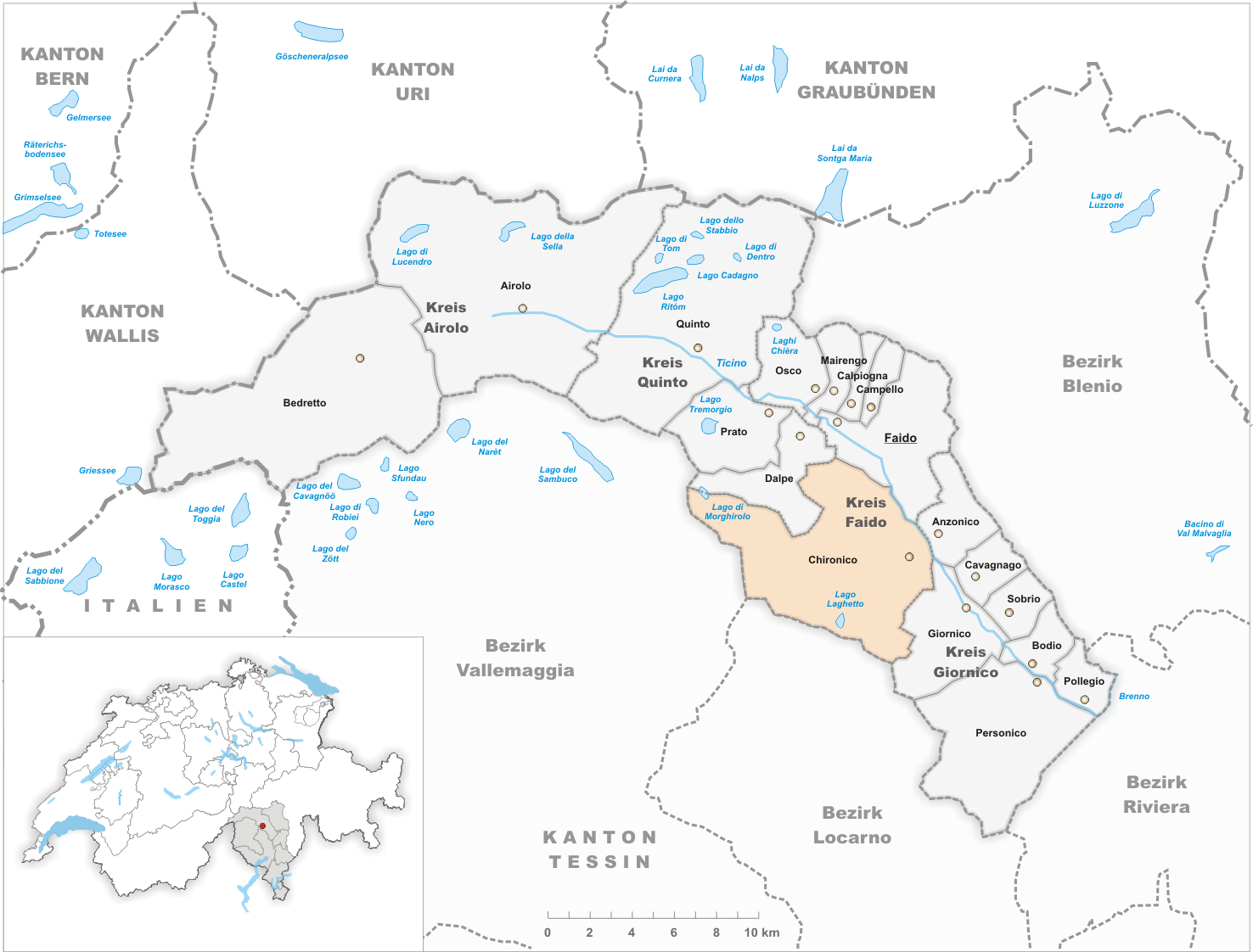
Gemeindestand vor der Fusion am 31. März 2012

Werner Friedli (Fotograf): Chironico, historisches Luftbild (1964)

Chironico war bis zur Fusion mit Faido am 31. März 2012 eine politische Gemeinde im Kreis Faido im Bezirk Leventina des Kantons Tessin in der Schweiz. Das Dorf selbst besteht aus zahlreichen Holzhäusern (Blockbauten), die für die Leventina typisch sind.

## Geographie
Das Dorf liegt auf 799 m ü. M. am Ausgang des vom Ticinetto (einem rechtsseitigen Zufluss zum Ticino (Fluss)) entwässerten Tales Val Chironico und drei Kilometer südlich der Station Lavorgo der Gotthardbahn. Die Strasse nach Chironico verlässt bei Lavorgo die Talsohle und führt durch Kastanienwälder den Berg hinauf bis zum Dorf. Chironico liegt auf einer Terrasse am Eingang des Val Chironico, einem rechten Seitental der Valle Leventina. Zur Gemeinde gehören die Weiler Grumo unweit südlich von Chironico und Nivo am Fluss Tessin gegenüber von Lavorgo.
Die Terrasse, auf der Chironico liegt, entstand in prähistorischen Zeiten als Folge eines riesigen Bergsturzes auf der gegenüberliegenden Talseite. Dieser löste sich vom linken Hang der Leventina an der Stelle, wo heute Anzonico liegt, und sperrte so den Fluss Ticino, der sich einen neuen Weg suchen musste und auf diese Weise die Biaschina-Schlucht bildete.
Das unbewohnte und zum Teil verwilderte Val Chironico wird vom Fluss Ticinetto durchflossen. An seinen Hängen liegen die Weiler Osadigo (bestehend aus Mun, Löitö und Garnéi), Cara, Dör, Césc, Frécc, Gramunénc und Olina.
Nur noch Osadigo wird von einem Ziegenbauern ganzjährig bewohnt und bewirtschaftet. Der Rest wird in den Sommermonaten von den Nachkommen ehemaliger Einwohner als Wochenend- und Sommeraufenthalt verwendet.
Gribbio, der letzte Weiler, der zu Chironicos Maiensässen gehört, liegt in einem weiteren kleinen Seitental der Valle Leventina. Gribbio ist im Gegensatz zu Osadigo, Cara, Dör, Olina und Césc auf einer Strasse von Chironico oder von Dalpe her erreichbar, was es nicht davor bewahrt hat, verlassen zu werden.
Es gibt zahlreiche Bestrebungen, das ehemalige Kulturland und die Terrassen durch eine nachhaltige Nutzung zu erhalten beziehungsweise teilweise wiederzubeleben.
Zwischen Dör und Césc liegt das Moorgebiet Verénc, das in die Liste der Moorgebiete von Nationaler Bedeutung aufgenommen wurde.

## Geschichte
Das Dorf wurde 1202 erstmals als vicinia Cuirono erwähnt. Chironico erscheint schon 1227 als vicinia; es zerfiel in verschiedene decanie: es bildete eine selbständige rodaria und besass das Recht, 10 Männer in den Generalrat des Tals zu entsenden. Noch 1800 gehörte Chironico zur faccia dì mezzo mit Chiggiogna und Faido. Die Edlen von Locarno besassen daselbst Grundrechte, die sie am Anfang des 13. Jahrhunderts veräusserten. Die Herren von Giornico waren noch 1309 in deren teilweisem Besitz. 1405 wurde der basilicano (Kirchenabgabe) von Chironico der gastaldia Claro zugeteilt. Im Mittelalter führte der wichtigste Maultierpfad durch die Leventina über Chironico (die Biaschina-Schlucht war noch lange nicht begehbar).
Am 1. April 2012 fusionierte Chironico mit den Gemeinden Anzonico, Calpiogna, Campello, Cavagnago, Mairengo und Osco zur bestehenden Gemeinde Faido. Chironico bildet aber nach wie vor eine eigenständige Bürgergemeinde.
Osadigo und Nivo bilden aber nach wie vor zwei eigenständige Bürgergemeinden.

## Bevölkerung
Einwohnerzahlen: Volkszählungsdaten
1880: Bau Gotthardbahn

## Sehenswürdigkeiten
Das Dorfbild ist im Inventar der schützenswerten Ortsbilder der Schweiz (ISOS) als schützenswertes Ortsbild der Schweiz von nationaler Bedeutung eingestuft.
- Im Dorfkern steht die romanische Kirche Sant’Ambrogio[2][12]
- der mittelalterliche sechsstöckige Turm Torre dei Pedrini, dessen Zweck nicht genau bekannt ist[13][2][14]
- Die Pfarrkirche San Maurizio steht zwischen Chironico und Grumo[2][15]
- Oratorium San Gottardo[2][16]
- Oratorium San Carlo[2][17]
- Schalenstein im Ortsteil Césc (1446 m ü. M.)[18]

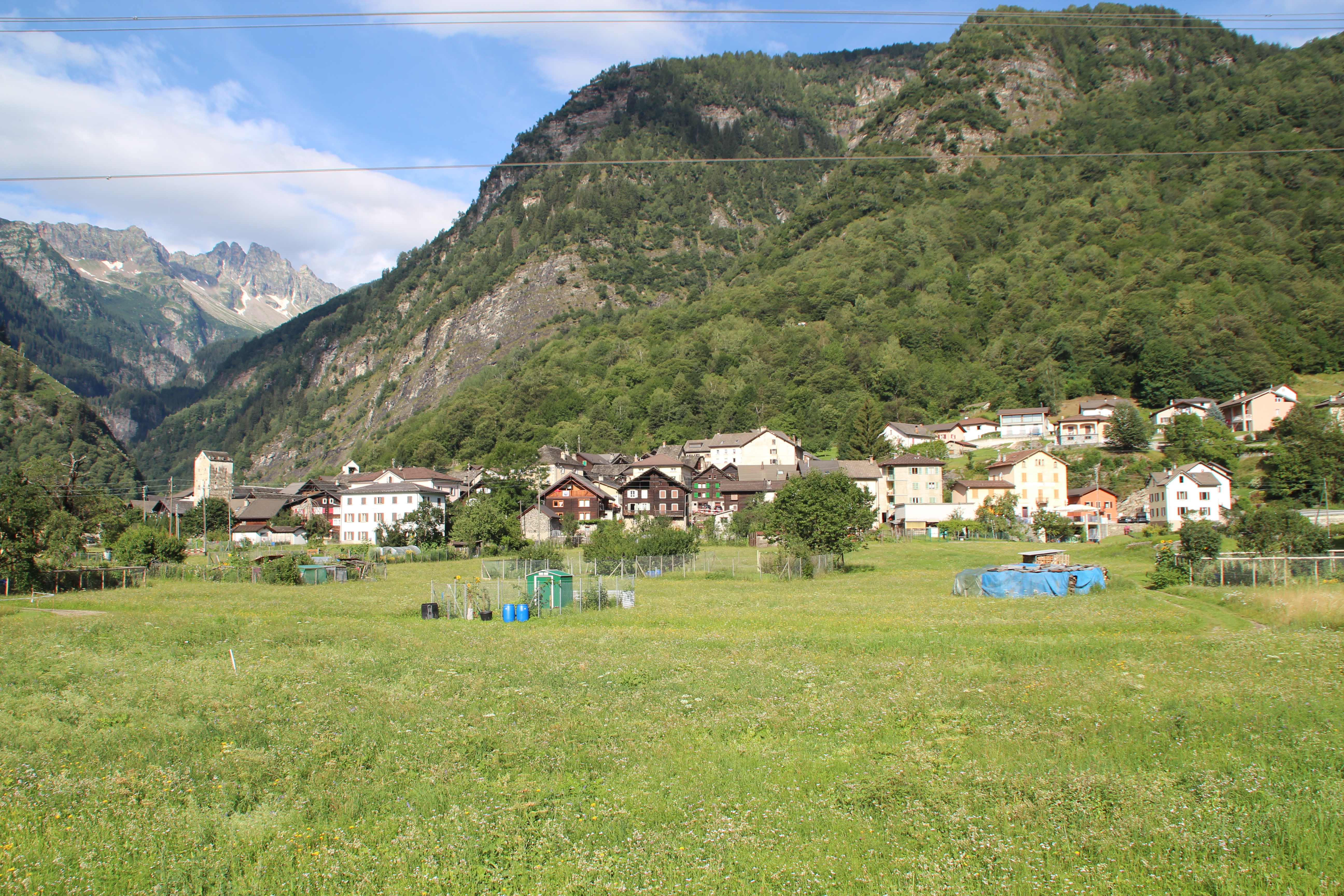
Dorf
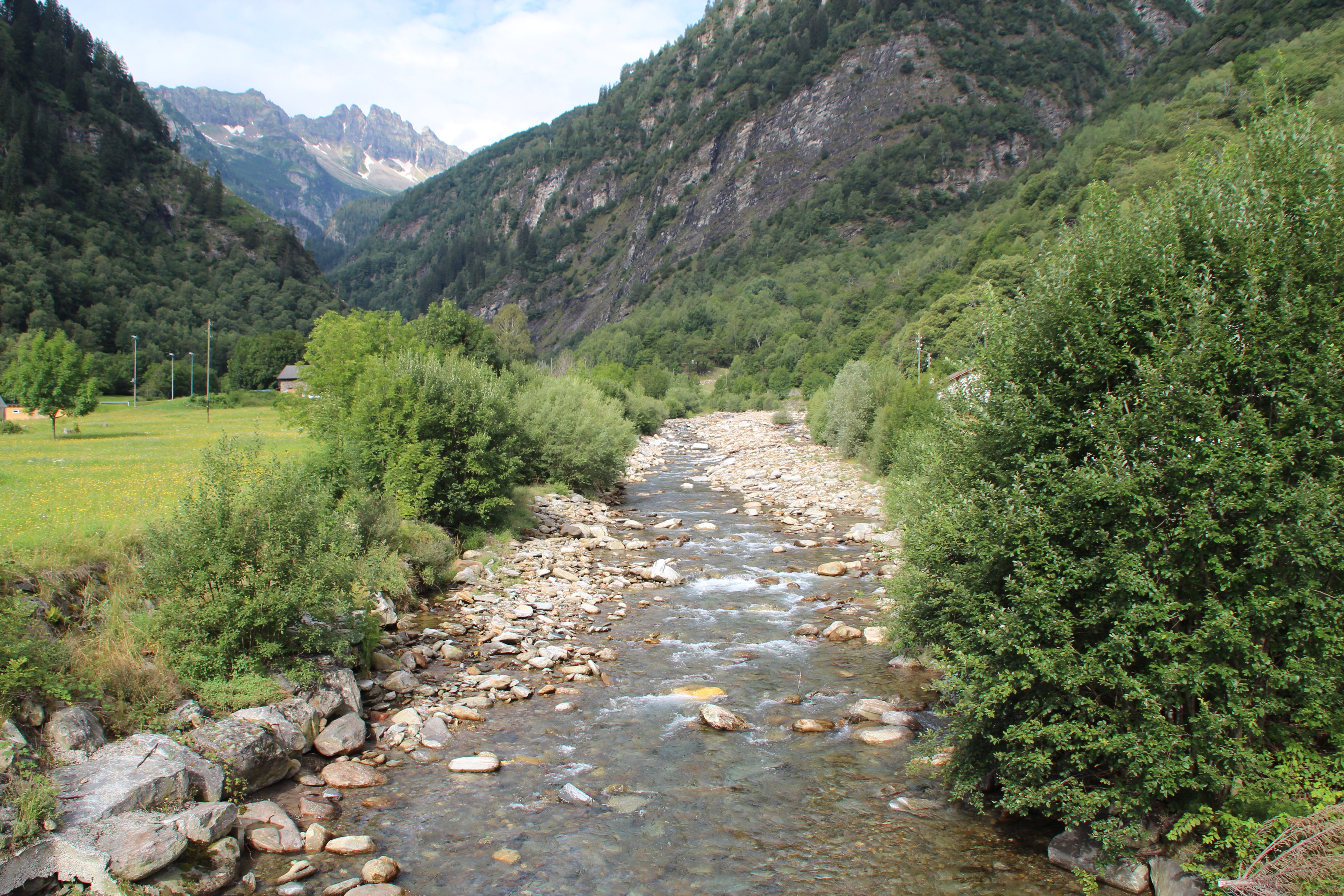
Ticinetto
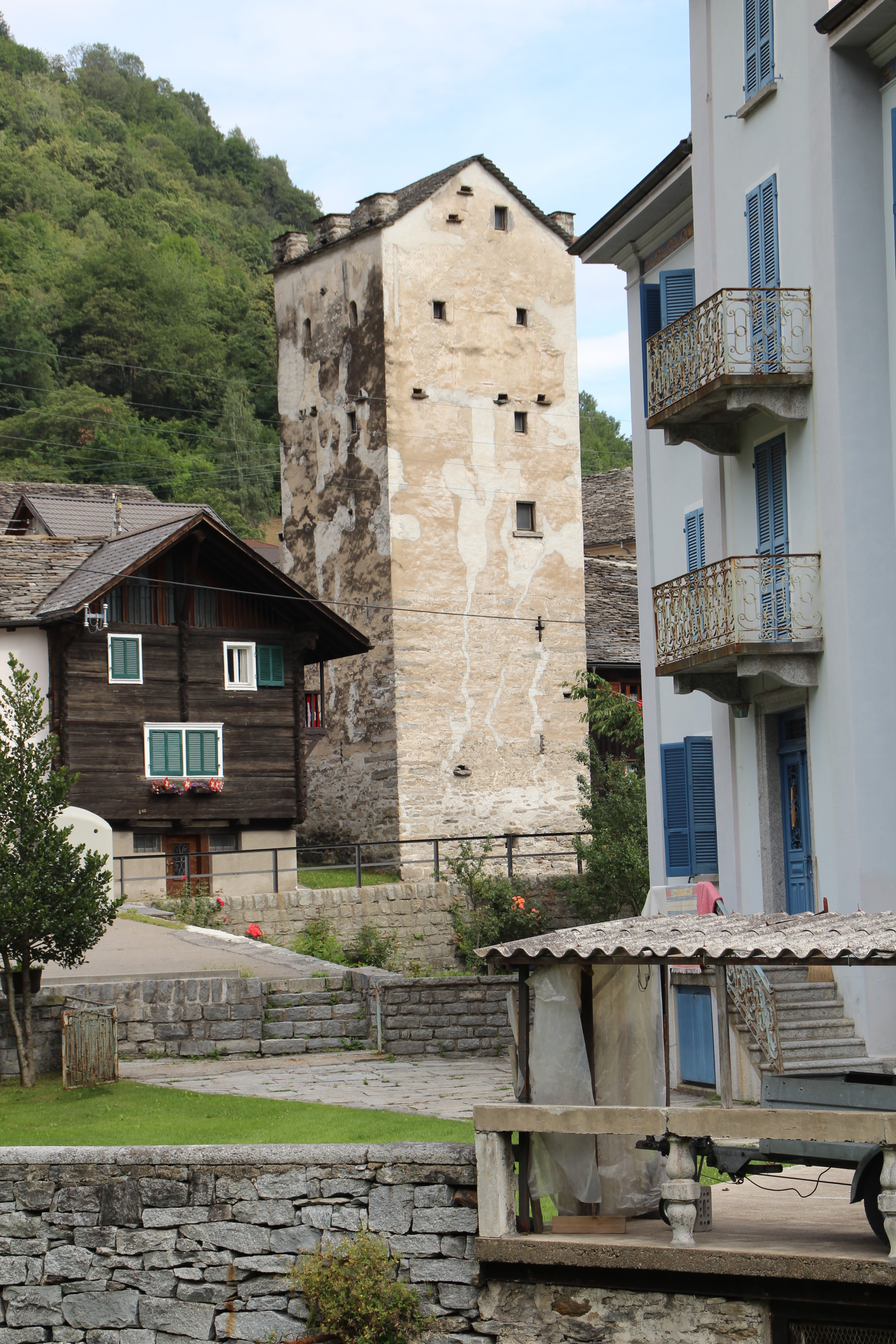
Torre Pedrini
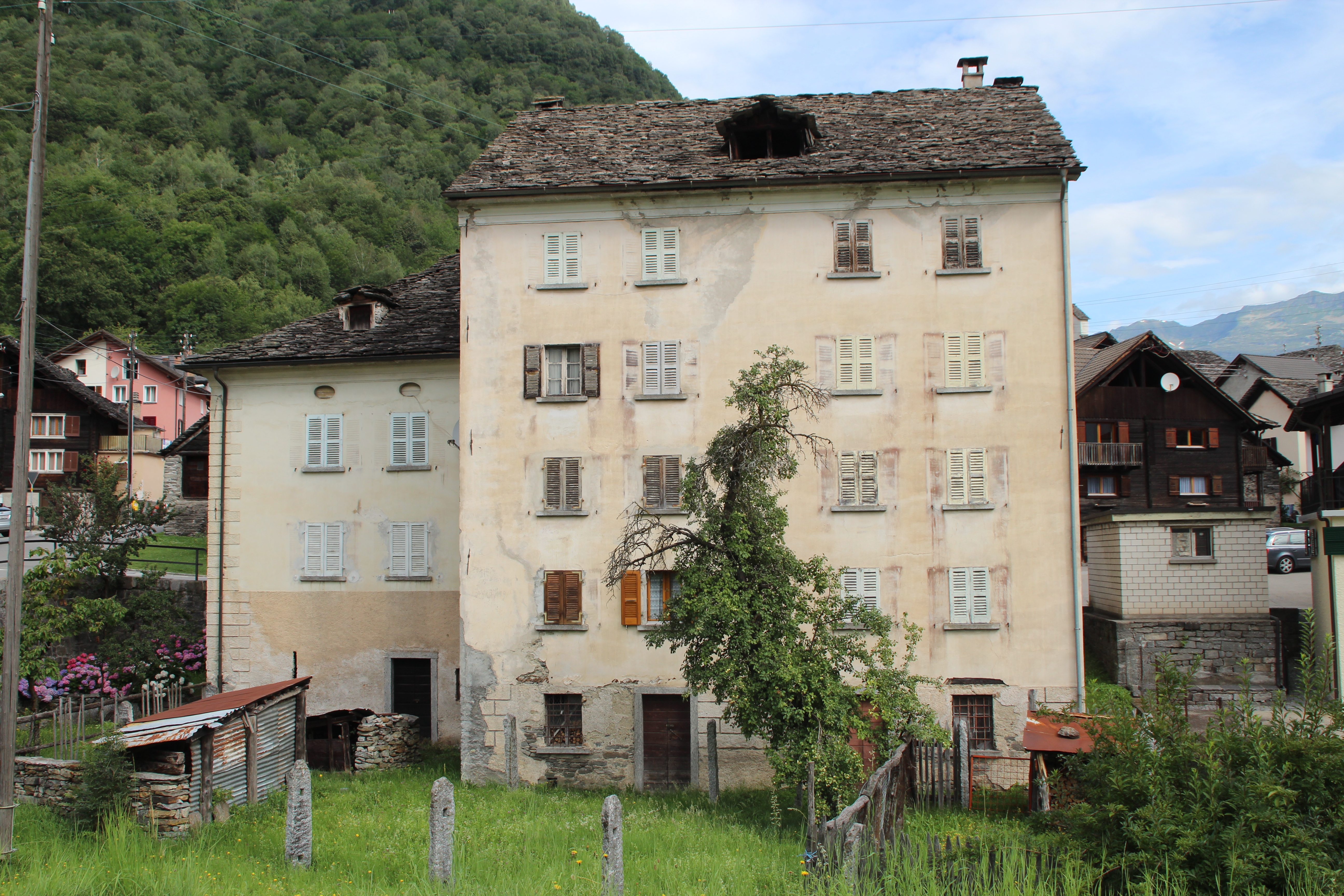
Altes Wohnhaus
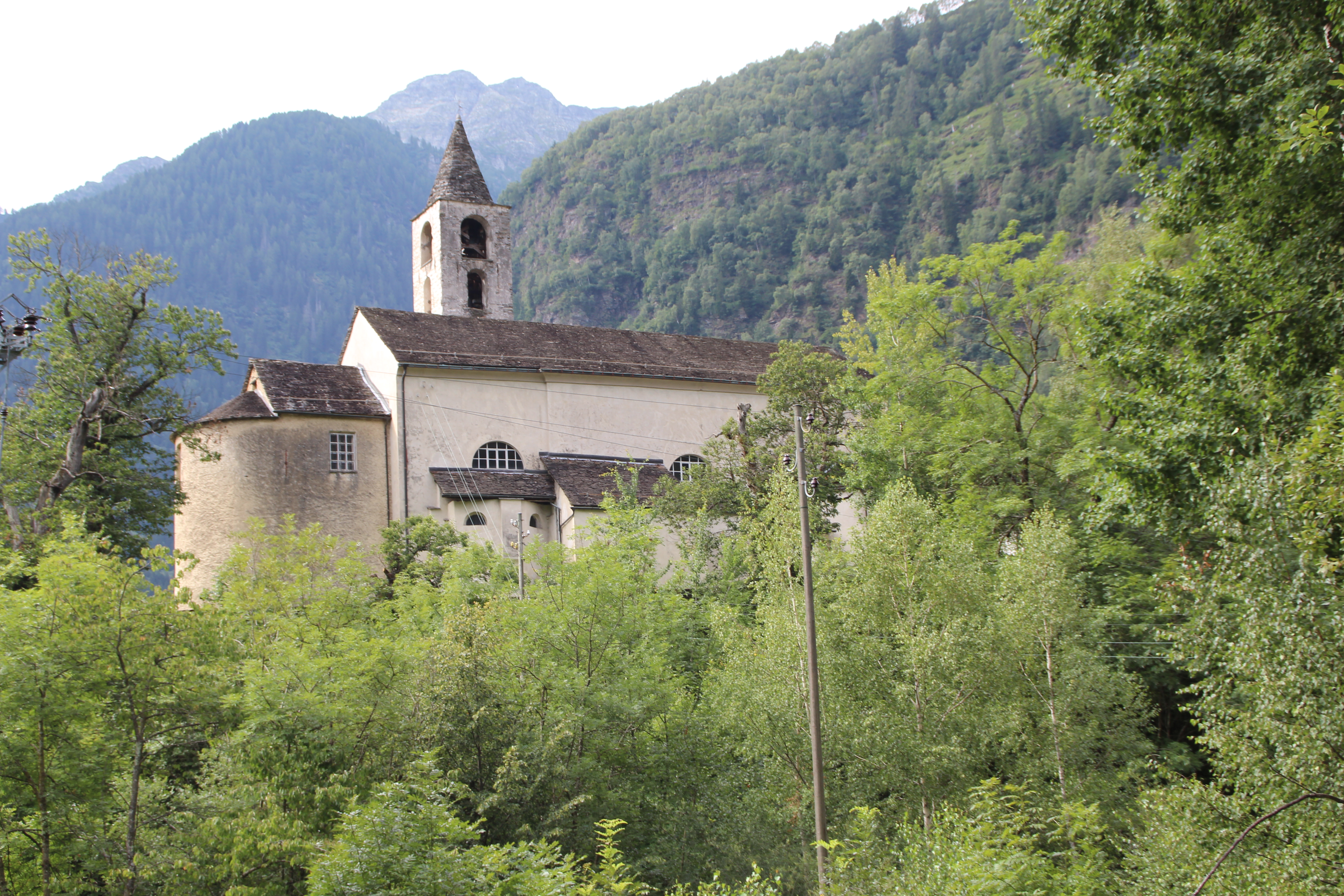
Pfarrkirche San Maurizio
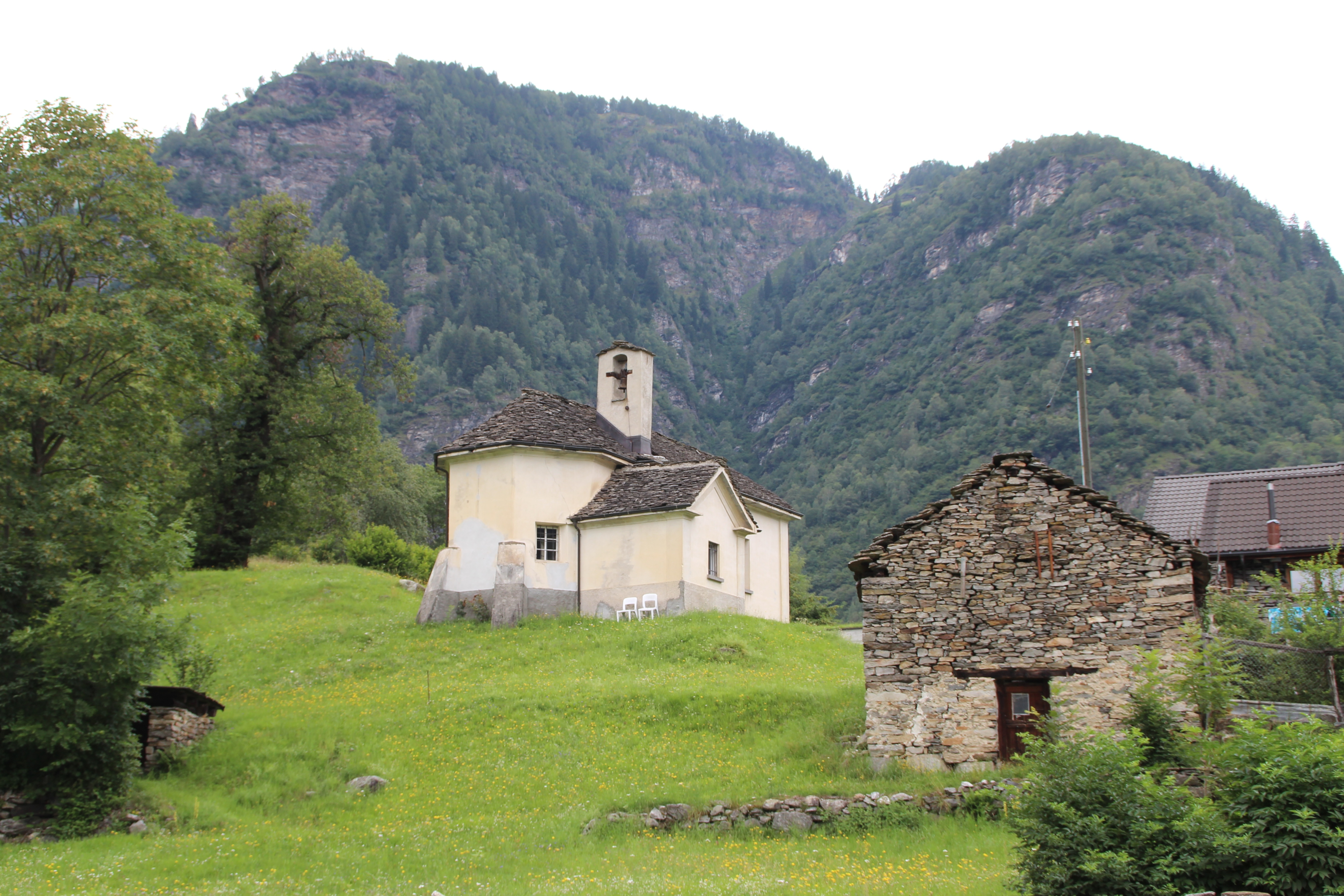
Kapelle San Carlo in Grumo

## Sport

### Bouldern
- 9A/V17:
  - Alphane – 6. April 2022 – Shawn Raboutou
- 8C/V15:
  - Der mit dem Fels tanzt – 2012 – Martin Keller
  - Big Paw – 27. November 2008 – Dave Graham
  - From Dirt Grows The Flowers – 7. März 2005 – Dave Graham
- 8B+/V14:
  - Sunny Side Up – 29. Februar 2008 – Rosta Stefanek
  - Insanity of Grandeur – 9. November 2012 – Dai Koyamada
  - Big Kat – 28. März 2014 – Jimmy Webb

### Fussball
- Unione Sportiva Chironico[19]

## Persönlichkeiten
- Giovan Battista Sala (* 19. April 1764 in Olivone (heute Gemeinde Blenio); † 30. August 1847 in Giornico), Priester, Pfarrer von Chironico, Tessiner Grossrat[20]
- Giovanni Agostino Dazzoni (* 11. September 1776 in Chironico; † 28. Mai 1851 in Faido), Appellationsrichter, Politiker, Tessiner Grossrat[21][22]
- Clemente Bertazzi (* 17. Februar 1796 in Mailand; † 2. Juli 1860 in Chironico), von Cavagnago, Priester und Pfarrer in Chironico[23]
- Cherubino Darani (* 18. August 1921 in Chironico; † 10. November 2016 in Minusio), Jurist, Tessiner Grossrat, Redakteur, Regionaldirektor der Radiotelevisione Svizzera[24]
- Franco Zorzi (1923–1964), aus Chironico, Politiker FDP, Jurist und Tessiner Staatsrat[25]
- Maya Hottarek (* 14. Juli 1990 in Chironico), Installationskünstlerin[26]

## Literatur

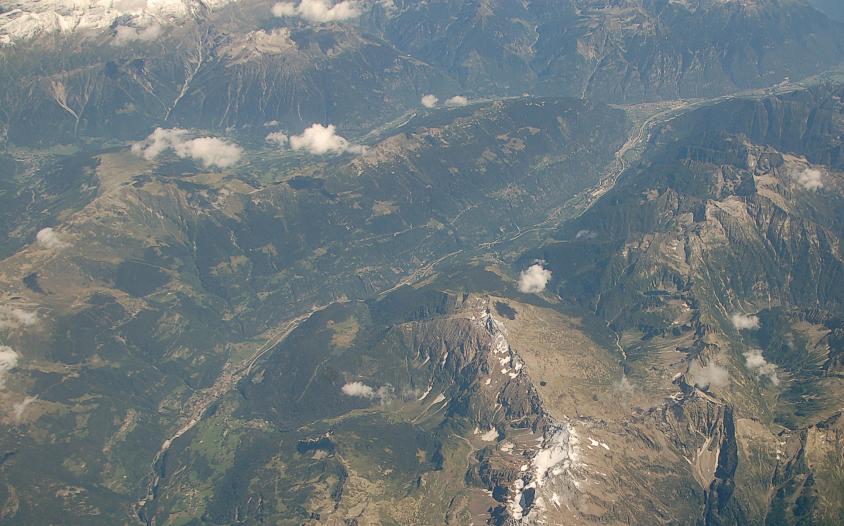
Luftbild mit Weilern, Umgebung und Bergen zum Verzascatal